# ممثلية مالطا في رام الله
ممثلية مالطا في رام الله هي الممثلية الدبلوماسية العُليا المالطية لدى دولة فلسطين. افتتحت عام 2009، وتقع في مدينة البيرة.

## الممثلون
| الترتيب | رئيس البعثة الدبلوماسية | تاريخ الاعتماد الدبلوماسي | تاريخ الانتهاء | رئيس مالطا | رئيس دولة فلسطين | ملاحظات                            |
| ------- | ----------------------- | ------------------------- | -------------- | ---------- | ---------------- | ---------------------------------- |
| 1       | الان بوجيا              | 23 أبريل 2009             |                |            | محمود عباس       | يُعد أول ممثل لدى السلطة الفلسطينية |
|         | مارك باتش               |                           | سبتمبر 2015    |            | محمود عباس       |                                    |
|         | رووبين جاوتشي           | 2015                      | 2020           |            | محمود عباس       |                                    |
|         | فرانكلين أكويلينا       | 8 أكتوبر 2020             | أغسطس 2025     |            | محمود عباس       |                                    |

## وصلات خارجية
- الموقع الرسمي